# 下出丞一
下出 丞一（しもで じょういち、1972年6月2日 - ）は、日本の俳優、脚本家、演出家。東京都出身。フリー・エス所属。身長171cm。俳優業の傍ら、舞台の脚本や演出も手掛けている。

## 出演作品

### 映画
- オールナイトロング2（1995年）
- 銀の男 青森純情篇（2002年） - 田川博 役
- 旋風の用心棒（2003年）
- スパイ・ゾルゲ（2003年） - バーテン 役
- アンダーフェイス（2014年）

### テレビ
- 火曜サスペンス劇場
  - 当番弁護士
    - 当番弁護士 第5作（1998年）
    - 当番弁護士 第6作（1998年）
    - 当番弁護士 第7作（1999年）

  - 臨床心理士 第1作（2000年）
- 風の行方（1999年）
- 金曜エンタテイメント 夏樹静子ミステリー アリバイの彼方に（2000年）
- サイコメトラーEIJIスペシャル（2000年）
- ナンバーワン（2001年）
- 土曜ワイド劇場
  - 女刑事ふたり 第1作（2002年）
  - 逆転報道の女 第4作（2014年）
- 女と愛とミステリー ミイラが呼んでいる（2002年）
- ヴァンパイアホスト〜夜型愛人専門店〜（2004年） - 黄金 役
- ディビジョン ステージ7 第3話（2004年）
- 自由戀愛 bluestockings（2005年）

### 舞台
- 妻たちの鹿鳴館（2000年、2002年）
- SHINSENGUMI
- 新撰組異聞PEACE MAKER（2009年） - 桂小五郎 役
- 満ちてりぬ月
- ヨコハマ物語
- 遠山の金さん
- STAGE×12 vol.6 「キズ絆-KIZU-BAN」（2013年）
- 男女∞人下北沢物語ん。（2014年）
- HOT SPICE!（2014年）

### オリジナルビデオ
- 新・首領の一族（2012年） - 川崎[2] 役

## その他
- Dream sunflower（2008年） - 演出
- 新撰組異聞PEACE MAKER（2009年） - 演出・脚本
- Time Capsule-タイムカプセル- - 演出・脚本
- Lock the ROCK - 演出・脚本
- GRADUATION（2015年） - 脚本
- SHINSENGUMI-episode ABULANOKOUJI-（2016年） - 演出
- Letter2016（2016年） - 演出・脚本
- ATSUSHI - 演出